# Novion-Porcien
Novion-Porcien – miejscowość i gmina we Francji, w regionie Grand Est, w departamencie Ardeny.
Według danych na rok 1990 gminę zamieszkiwało 477 osób, a gęstość zaludnienia wynosiła 28 osób/km².

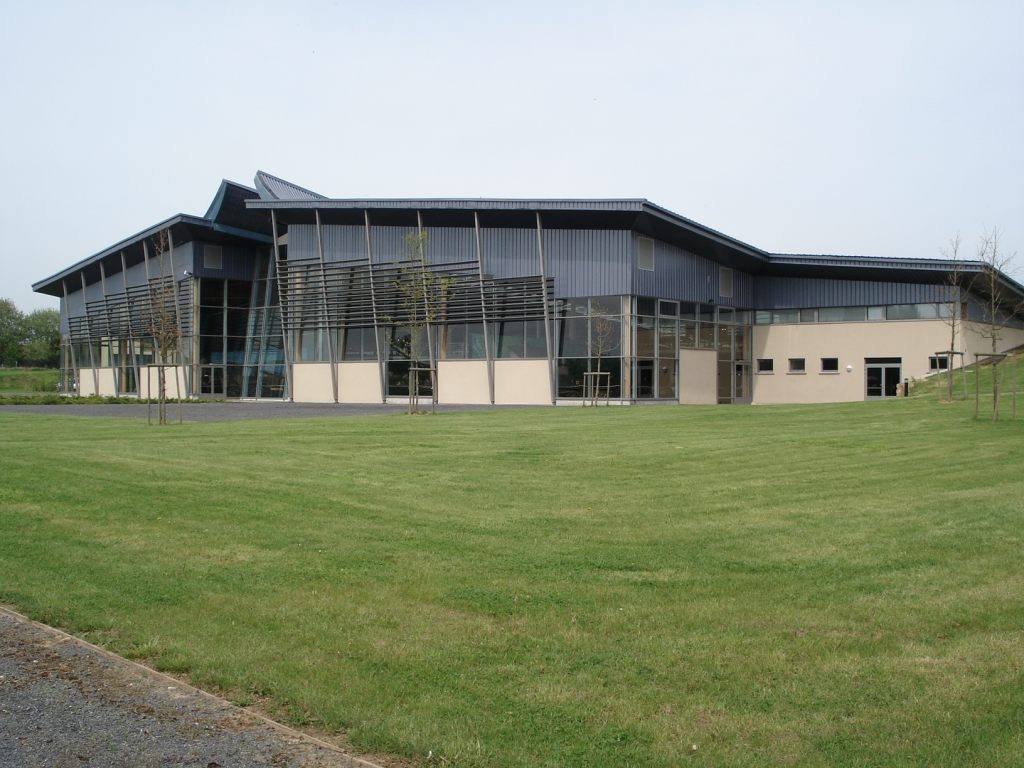
Muzeum Wojny i Pokoju w Ardenach, Novion-Porcien, 2006